# 小野田泰明
小野田 泰明（おのだ やすあき、1963年（昭和38年） - ）は、日本の建築学者、建築計画者。
東北大学大学院教授。日本建築学会賞作品賞、同教育賞など受賞。日本建築学会会長。

## 概要
- 2009年、日本建築学会賞教育賞を阿部仁史他と共同受賞。教育者として高い評価を得ている。

## 略歴
- 1963年　石川県生まれ。
- 1986年　東北大学工学部建築学科卒業。
- 1996年 - 2006年　東北大学大学院助教授。
- 1998年 - 1999年　カリフォルニア大学建築都市デザイン学科客員研究員（文部省在外研究員）。
- 2006年　東北大学大学院教授。
- 2010年　東北大学大学院SSD(Sendai School of Design)教授。
- 2025年　日本建築学会会長。

## 主な参画作品
- 2000年　せんだいメディアテーク（建築設計：伊東豊雄）
- 2002年　苓北町民ホール（建築設計：阿部仁史）
- 2007年　横須賀美術館（建築設計：山本理顕）

## 著書
- 「せんだいメディアテーク・コンセプトブック」NTT出版、共著
- 「新建築」『Office Urbanism』新建築社、共著
- 「オルタナティブ・モダン」TN Probe、共著
- 「プレ・デザインの思想 - 建築計画実践の11箇条」TOTO建築叢書

## 受賞歴
- 2003年　日本建築学会賞作品賞 - 苓北町民ホール（建築設計：阿部仁史）
- 2009年　日本建築学会賞教育賞 - デザイン教育の先駆的試み－国際建築ワークショップ－（共同：阿部仁史、石田壽一、小野田泰明、本江正茂、堀口徹、中田千彦、槻橋修）
- 2016年  日本建築学会賞著作賞 - プレ・デザインの思想 - 建築計画実践の11箇条

## その他
- せんだいデザインリーグ、トウキョウ建築コレクションなど審査員を歴任。